# Herz-Mariä-Kirche (Dometzko)

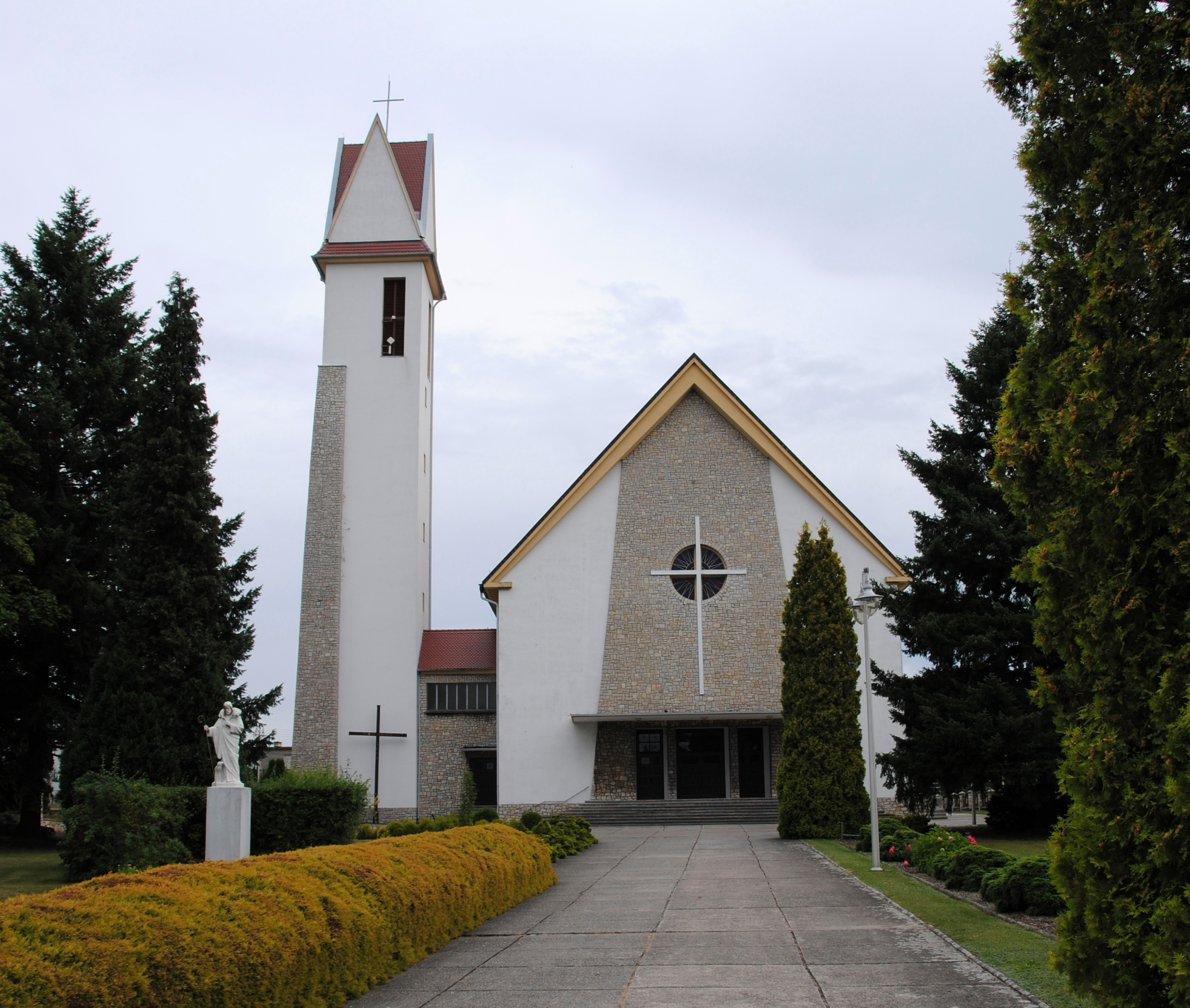
Hauptportal mit Glockenturm

Die Herz-Mariä-Kirche (polnisch Kościół Niepokalanego Serca Najświętszej Maryi Panny) ist eine römisch-katholische Kirche in der oberschlesischen Ortschaft Dometzko (Domecko). Die Kirche ist die Hauptkirche der Pfarrei Herz Mariä (Parafia Niepokalanego Serca Najświętszej Maryi Panny) in Domecko. Das Gotteshaus liegt südlich des Ortskerns an der ul. Cmentarna 12 (Friedhofsstraße).

## Geschichte
Das Dorf Domecko sowie die Ortsteile gehörten ursprünglich zur katholischen Pfarrei in Chrzumczütz.
Auf Initiative des Pfarrers Jan Skorupa wurde der Bau einer katholischen Dorfkirche in Domecko in den 1950er Jahren vorangetrieben. Mitte der 1950er Jahre erfolgte die Zustimmung der kommunistischen Staatsbehörden. Der Grundstein für den Kirchenbau konnte am 1. Oktober 1957 gelegt werden. Bedingt durch Materialmangel verzögerte sich die Fertigstellung des Baus. Bereits kurz nach Bauanfang entstanden Probleme mit den kommunistischen Behörden, die den Bau zusehends negativer sahen. Um einer behördlichen Anordnung zur Umnutzung des Gebäudes zuvorzukommen, wurde der Kirchenbau bereits am 22. August 1960 geweiht, obwohl die Kirche noch nicht fertiggestellt war. 1961 wurden die Glocken geweiht. Ein Jahr später wurde die Orgel der Firma W. Kaczmarek eingebaut.
Am 1. Oktober 1980 wurde die eigenständige Pfarrei gegründet. Zwischen 1999 und 2001 wurde das Äußere der Kirche renoviert.

## Architektur und Ausstattung
Die Orgel wurde von der Firma W. Kaczmarek aus Wronki hergestellt.

## Priester der Pfarrei
- Wilhelm Skorupa (1960–2005)
- Marcin Tomczyk (2005–2019)
- Adam Kondys (seit 2019)